# Coleophora helgada
Coleophora helgada là một loài bướm đêm thuộc họ Coleophoridae. Nó được tìm thấy ở lower Volga area in miền nam Nga.
Ấu trùng ăn Suaeda corniculata.